# Orri Óskarsson
Orri Steinn Óskarsson (* 29. August 2004) ist ein isländischer Fußballspieler, der hauptsächlich als Mittelstürmer spielt. Er steht seit 2024 beim spanischen Erstligisten Real Sociedad unter Vertrag und ist Kapitän der isländischen Nationalmannschaft.

## Karriere

### Verein
Orri Óskarsson durchlief die Akademie von ÍF Grótta in seiner Heimat Island. Er gab sein Debüt in der ersten Mannschaft des Vereins am 18. August 2018 im Alter von 13 Jahren und 354 Tagen, als er in der Drittliga-Partie gegen ÍF Höttur eingewechselt wurde und bei seinem Debüt zwei Tore erzielte, was zu einem 5:0-Sieg führte. Insgesamt bestritt er in seiner ersten Saison drei Spiele und erzielte drei Tore, während der Verein unter der Leitung seines Vaters, Óskar Hrafn Þorvaldsson, aus der dritten in die zweite Liga aufstieg. In der folgenden Saison in der zweiten Liga spielte er 12 von 22 möglichen Spielen und erzielte ein Tor, woraufhin Grótta erneut aufstieg, diesmal in die höchste Liga, die Besta deild.
Nach der Saison 2019 wurde bekannt gegeben, dass Orri im Sommer 2020 zum dänischen Verein FC Kopenhagen wechseln würde. Dort spielte er zunächst zwei Jahre lang in der U19-Mannschaft des Vereins, in der er der beste Torschütze wurde. In seiner zweiten Spielzeit wurde er dabei mit 29 Toren in 25 Spielen auch Torschützenkönig der dänischen U19-Liga.
Am letzten Spieltag der Saison 2021/22 kam der 17-Jährige am 22. Mai 2022 beim 3:0-Heimsieg gegen Aalborg BK zu seinem Profidebüt für die Kopenhagener und gewann mit ihnen dadurch die dänische Meisterschaft. Einige Tage später stattete ihn der Verein mit einem neuen Vertrag aus. In der Hinrunde der anschließenden Saison 2022/23 kam Orri zu acht weiteren Pflichtspieleinsätzen mit der Profimannschaft, davon vier in der Liga und jeweils zwei im dänischen Pokal und in der UEFA Champions League. Am 31. Januar 2023 verlieh ihn der FC Kopenhagen für den Rest der Saison an den dänischen Zweitligisten Sønderjyske. Während der Leihe bestritt er dort 12 Einsätze, in denen er vier Tore erzielte. Im Sommer 2023 kehrte er nach Kopenhagen zurück, wobei ihm kurz darauf beim 6:3-Sieg gegen Breiðablik in der zweiten Qualifikationsrunde der UEFA Champions League 2023/24 ein Hattrick gelang. Im Laufe der Spielzeit 2023/24 bestritt er wettbewerbsübergreifend insgesamt 41 Pflichtspiele mit den Kopenhagenern, in denen ihm 15 Tore gelangen.
Zu Beginn der Saison 2024/25 erzielte Orri Óskarsson fünf Tore in sechs Ligaspielen, ehe er kurz vor Transferschluss Ende August 2024 den FC Kopenhagen verließ und sich dem spanischen Erstligisten Real Sociedad San Sebastián anschloss.

### Nationalmannschaft
Orri durchlief von 2017 bis 2022 verschiedene Jugendnationalmannschaften Islands von der U15 bis zur U21. Er war ein aktiver Teilnehmer in diesen Auswahlteams.
Im September 2023 berief ihn Nationaltrainer Åge Hareide erstmals in die isländische A-Nationalmannschaft, in welcher Orri daraufhin beim anschließenden EM-Qualifikationsspiel am 8. September 2023 gegen Luxemburg sein Debüt gab, als er zu Beginn der zweiten Halbzeit eingewechselt wurde. Drei Tage später stand Orri beim 1:0-Sieg gegen Bosnien erstmals in der Startaufstellung. In der folgenden Zeit kam er regelmäßig in der Auswahl zum Einsatz und bestritt bis Ende 2024 zunächst 14 Länderspiele, in denen ihm fünf Tore gelangen. Anfang 2025 wurde der 20-jährige Orri vom neuen Nationaltrainer Arnar Gunnlaugsson zum Mannschaftskapitän ernannt. In diesem Amt lief er daraufhin im März 2025 in den beiden UEFA-Nations-League-Playoff-Spielen gegen den Kosovo erstmals auf.

## Erfolge
ÍF Grótta
- 1. deild karla-Sieger: 2019

FC Kopenhagen
- Dänischer Meister: 2021/22

## Privatleben
Orri Óskarsson ist der Sohn von Óskar Hrafn Thorvaldsson (Trainer bei Breidablik Kopavogur).